# You Should Be Sad
You Should Be Sad è un singolo della cantante statunitense Halsey, pubblicato il 10 gennaio 2020 come terzo estratto dal terzo album in studio Manic.

## Antefatti e pubblicazione
Halsey ha rivelato di aver scritto il brano sul pavimento della sua camera da letto, proprio come a Nashville, e ha ulteriormente affermato che «tutte le canzoni più insignificanti e strazianti provengono dal country».

## Video musicale
Il video musicale è stato reso disponibile il 10 gennaio 2020, in concomitanza con l'uscita del singolo. Diretto da Colin Tilley, il video ritrae Halsey «andare in un paese sotterraneo, dove molte persone meravigliose danzano in linea». Inoltre, il video fa riferimento a diversi artisti, come Lady Gaga, Shania Twain, Carrie Underwood e Christina Aguilera.

## Tracce
Testi e musiche di Ashley Frangipane e Greg Kurstin.
Download digitale
1. You Should Be Sad – 3:25

Download digitale – Acoustic
1. You Should Be Sad (Acoustic) – 3:18

Download digitale – Tiësto Remix
1. You Should Be Sad (Tiësto Remix) – 2:25

Streaming – Remixes
1. You Should Be Sad (Tiësto Remix) – 2:25
2. You Should Be Sad (Mike Mago Remix) – 3:26

## Formazione
Musicisti
- Halsey – voce
- Greg Kurstin – chitarra acustica, basso, batteria, chitarra elettrica, lap steel guitar

Produzione
- Greg Kurstin – produzione, ingegneria del suono
- John Hanes – ingegneria del suono
- Alex Pasco – ingegneria del suono
- Julian Burg – ingegneria del suono
- Ed Reyes – assistenza all'ingegneria del suono
- Chris Gehringer – mastering
- Will Quinnell – assistenza al mastering
- Șerban Ghenea – missaggio

## Successo commerciale
Nella Official Singles Chart britannica You Should Be Sad ha debuttato alla 37ª posizione con 15 092 unità distribuite durante la sua prima settimana, diventando il decimo ingresso della cantante nella classifica. La settimana successiva, in seguito alla pubblicazione di Manic, il singolo ha raggiunto il 26º posto, aggiungendo 21 020 unità al suo totale.

## Classifiche

### Classifiche settimanali
| Classifica (2020) | Posizione massima |
| ----------------- | ----------------- |
| Australia         | 4                 |
| Austria           | 17                |
| Belgio (Fiandre)  | 24                |
| Belgio (Vallonia) | 52                |
| Canada            | 21                |
| Croazia           | 20                |
| Danimarca         | 38                |
| Estonia           | 17                |
| Francia           | 133               |
| Germania          | 43                |
| Grecia            | 18                |
| Irlanda           | 5                 |
| Italia            | 83                |
| Lettonia          | 35                |
| Libano            | 19                |
| Lituania          | 17                |
| Norvegia          | 36                |
| Nuova Zelanda     | 23                |
| Paesi Bassi       | 50                |
| Portogallo        | 57                |
| Regno Unito       | 12                |
| Repubblica Ceca   | 16                |
| Romania           | 58                |
| Singapore         | 18                |
| Slovacchia        | 27                |
| Slovenia          | 17                |
| Stati Uniti       | 26                |
| Svezia            | 44                |
| Svizzera          | 32                |
| Ucraina           | 49                |
| Ungheria          | 11                |

### Classifiche di fine anno
| Classifica (2020) | Posizione |
| ----------------- | --------- |
| Australia         | 15        |
| Belgio (Fiandre)  | 100       |
| Canada            | 50        |
| Irlanda           | 31        |
| Regno Unito       | 44        |
| Stati Uniti       | 82        |
| Svizzera          | 92        |
| Ungheria          | 84        |